# Russisch-Chinesischer Krieg
Der Russisch-Chinesische Krieg im Jahr 1900 war der erste Höhepunkt der russischen Ostasienpolitik, die mit dem Scheitern der Meerengenpolitik 1856 im Krimkrieg eingeleitet wurde.
Die Russen besetzten anlässlich des Boxeraufstands die Mandschurei, eine damals wenig bevölkerte Region im Norden der heutigen Volksrepublik China.
Der Krieg schuf die Grundlagen für den Konflikt zwischen Japan und Russland, der 1904/1905 ausbrechen sollte (siehe Russisch-Japanischer Krieg).

## Vorgeschichte
Im Zuge seiner Ostasienpolitik hatte das kaiserliche Russland 1896, nach dem Ersten Japanisch-Chinesischen Krieg, einen Bündnisvertrag mit dem Kaiserreich China der Qing-Dynastie unterzeichnet und hatte im Gegenzug eine Konzession zum Bau der Ostchinesischen Eisenbahn durch die Mandschurei erhalten. 1898 folgte, entgegen den Wünschen des Vordenkers der „friedlichen Durchdringung“ Sergei Witte und auf Betreiben des Außenministers Michail Murawjow, ein auf 25 Jahre abgeschlossenes Abkommen über die Pacht der Liaodong-Halbinsel mit den Häfen Dalian und Port Arthur.

## Verlauf

### Verteidigung des Pachtgebiets Kwantung

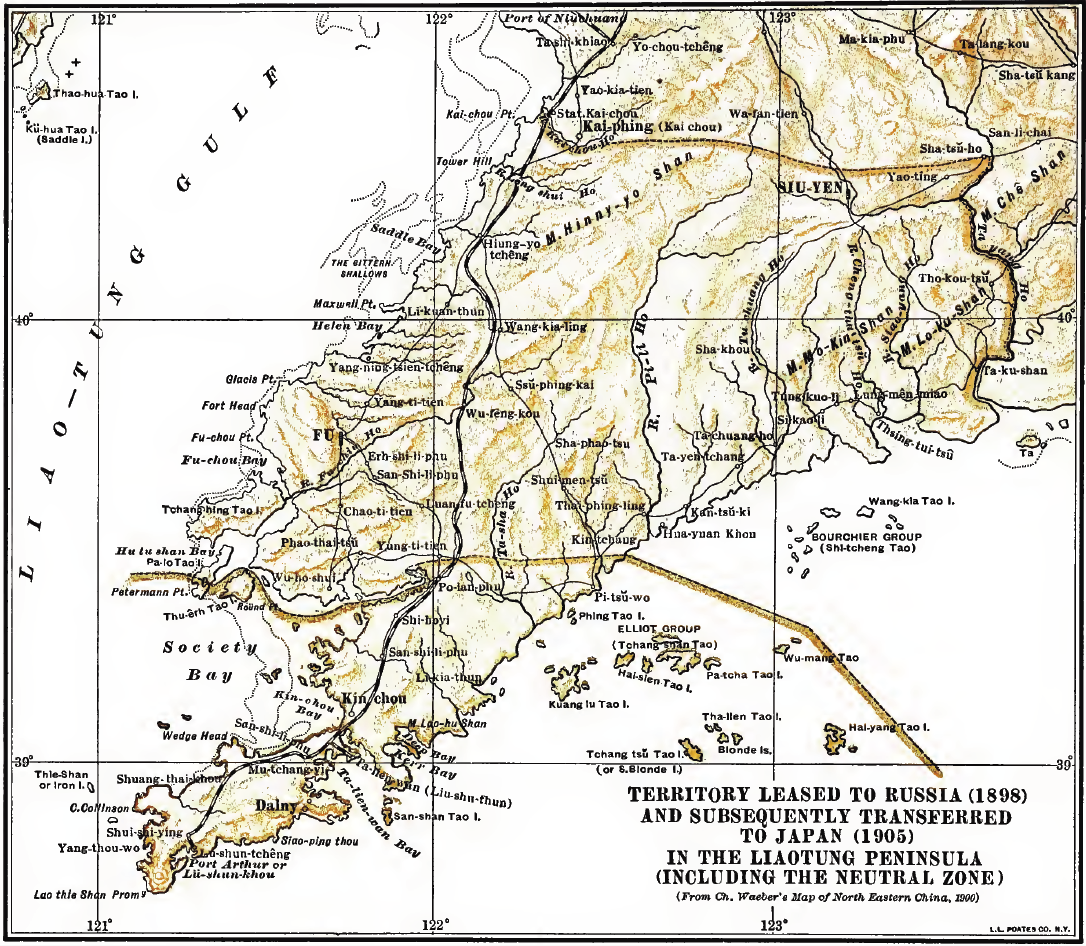
Das russische Pachtgebiet auf der Halbinsel Liaodong

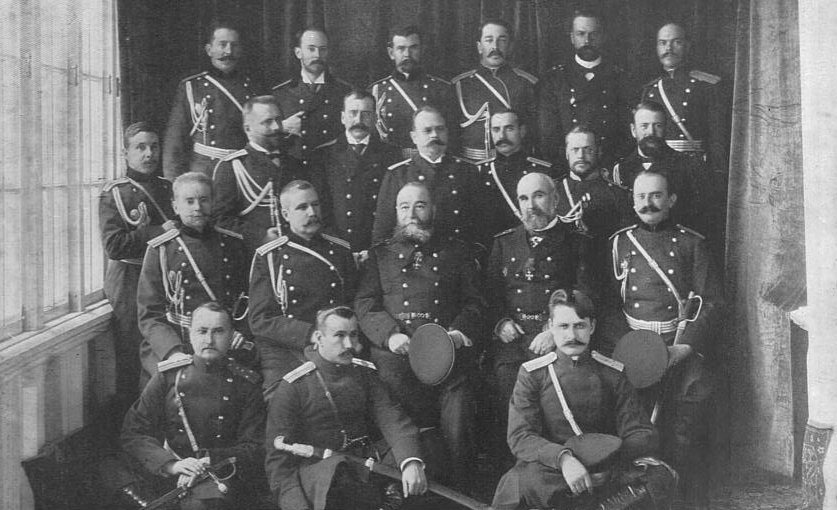
Admiral Alexejew mit seinem Stab, 1900

Anfang Juni 1900 gab es im Pachtgebiet Kwantung etwa 23.000 russische Soldaten und Offiziere der Bodentruppen. Am 3. Juni kündigte der russische Admiral Jewgeni Alexejew der chinesischen Bevölkerung an, dass alle, die versuchten, Unruhen zu organisieren, schwer bestraft würden. Am 7. Juni wurde die Region in das Kriegsrecht überführt.
Am 14. Juni besetzten russische Truppen auf Befehl von Alexejew kampflos die Stadt Jinzhou, die an das Pachtgebiet angrenzte. Am 15. Juni begannen die Arbeiten zur Befestigung des engsten Teils der Landenge der Liaodong-Halbinsel – der sogenannten „Jinzhou-Position“, auf der 51 Kanonen, 8 Maschinengewehre und 3 Raketenbatterien installiert wurden. Am 17. Juni wurde allen Bewohnern des Pachtgebiets Kwantung mit Ausnahme der Europäer befohlen, ihre Waffen unter Androhung eines Militärgerichts abzugeben.
Mitte Juli führten die Truppen der Region Kwantung heftige Kämpfe mit der regulären chinesischen Armee. Ende Juli besiegten die Russen die chinesischen Einheiten zwischen Port Arthur und Yingkou und stellten den Verkehr auf diesem Abschnitt wieder her. Zur gleichen Zeit starteten russische Truppen eine Offensive im Osten, um chinesische Truppen von der Küste bis zur Grenze zu Korea zu vertreiben, aber bis Mitte August konnten sie nicht weiter als bis zum Dorf Pi-tsu-wo vorrücken.

### Invasion der Mandschurei von Norden
Am 14. August erhielt Alexejew vom Kriegsminister ein Telegramm, in dem das kaiserliche Kommando für den Vormarsch der Süd-Mandschu-Abteilung nach Mukden gemeldet wurde. Die Operation wurde Generalleutnant Dejan Subotić anvertraut, wobei ihm alle Truppen in der Südmandschurei unterstellt waren. Unter dem Kommando von Subotić agierten 18,5 Bataillone, 68 Regimenter, 18 Belagerungsgeschütze, zwei Reitereskadronen, zwei Sotnien Kosaken und eine Telegraphenabteilung.
Am 10. September marschierte die Vorhut unter dem Kommando von Generalmajor Fleischer los. Am nächsten Tag wurde die Stadt Old Niuzhuang besetzt. Am 14. September besiegte eine russische Abteilung die Chinesen in der Nähe des Flusses Shahe. Am 15. September bewegte sich die Abteilung in Richtung Liaoyang, wurde jedoch auf halber Strecke von chinesischen Truppen blockiert, die eine vorteilhafte Position entlang eines langen, unzugänglichen Kamms einnahmen. Dennoch wurden die Chinesen besiegt und Liaoyang kampflos eingenommen.
Am 18. September kampierten russische Truppen für die Nacht bei Mukden, dort erhielt Subotić eine Petition von Kaufleuten aus Mukden und Christen, die darum baten die Stadt so schnell wie möglich zu erobern. Gouverneur Shou Shan und andere Beamte waren bereits vor drei Tagen geflohen und es herrschte eine Anarchie des Pöbels. Daher rückten die Truppen vor und bei Einbruch der Dunkelheit war die Stadt in russischer Hand. Am nächsten Tag betrat General Subotić feierlich den Gouverneurspalast von Mukden.
Am 26. Oktober wurde Generalleutnant Konstantin Zerpizki zum Leiter der südmandschurischen Abteilung ernannt. Nach der Besetzung von Liaoxi richteten sich die Hauptanstrengungen auf den östlichen Teil von Liaodong, wo die Eroberung der Stadt Fenghuancheng auf dem Weg nach Korea oberste Priorität hatte. Zu diesem Zweck wurde in Liaoyang unter dem Kommando von General Georg von Stackelberg eine Abteilung von 6 Infanteriekompanien, 3 Kosaken-Sotnien, 1 Kavallerieeskadron und 8 Geschützen gebildet. Am 14. November erreichte die vordere Kavallerie-Abteilung Fenghuancheng, und am nächsten Tag trat General Stackelberg mit den Hauptstreitkräften ein. Am 23. November näherte sich die Stackelberg-Abteilung der Stadt Dagushan, wandte sich dann nach Westen und besetzte die Stadt Xuyan. Ende November kehrten russische Truppen in ihre Heimat zurück.
Die Abteilung von Oberst Pawel Mischtschenko betrat am 26. November die Stadt Xinjing und kehrte am 5. Dezember erfolgreich nach Mukden zurück.